# ماریا هوفشتتر
ماریا هوفشتتر (آلمانی: Maria Hofstätter؛ زادهٔ ۳۰ مارس ۱۹۶۴) بازیگر اهل اتریش است.
از فیلم‌ها یا برنامه‌های تلویزیونی که وی در آن نقش داشته‌است، می‌توان به واردات/صادرات، زمانه گرگ، روزهای سگی، بهشت: عشق، بهشت: امید و بهشت: ایمان اشاره کرد.